# 田村智子
田村 智子（たむら ともこ、1965年〈昭和40年〉7月4日 - ）は、日本の政治家。日本共産党所属の衆議院議員（1期）、日本共産党中央委員会幹部会委員長。元参議院議員（3期）。

## 来歴
長野県小諸市生まれ。実家は紙と文具の卸商で、父親はキリスト教（プロテスタント）の信者だった。三人兄弟で、姉と弟がいる。旧姓は山崎。小諸市立野岸小学校5年生の時、NHK全国学校音楽コンクールに長野県代表として出場した。小諸市立小諸東中学校、長野県野沢北高等学校でも合唱に没頭。高校でもヴェルディやモーツァルトのレクイエムなどを歌い、文化祭では「愛の妙薬」「ノルマ」「真珠採り」などオペラを3年続けて開催した。

### 上京・民青加盟
1984年、早稲田大学第一文学部に入学。混声合唱団に入り、本格的な声楽が学べるサークル活動に没頭した。1年生の冬、大学側が、翌年から財政を黒字にするために学費を値上げしていく「スライド制学費」を導入すると発表した。但し、在学生の学費は旧来の学費固定であった。それに関し「おかしいよね」と話しかけたクラスメートがたまたま反対運動を始めていた日本民主青年同盟（日本共産党を相談相手とする青年組織）のメンバーだった。ストライキは失敗に終わり、大学側によるスライド値上げ自体は予定通り実施された。値上げ阻止には失敗したが、悩んだ末に民青への加盟を決心した。翌1985年10月に日本共産党にも入党。

### 民青・日本共産党の専従時代
1988年3月に同大を卒業、日本民主青年同盟の専従職員となる。そのため、長野の両親らに反対され泣かれもした。東京都委員会や中央委員会に勤務し、機関紙「われら高校生」「民主青年新聞」編集長を経て、中央委員会常任委員となる。
民青同盟時代に組織内で出会った男性と結婚し、1995年に第一子を出産。これを機に日本共産党の国会議員団事務局へ勤務先が変わった。1997年1月、同党の石井郁子衆議院議員の秘書となる。2002年1月、井上美代参議院議員の秘書へ配置転換。
議員秘書時代の1998年の第18回参議院議員通常選挙の初出馬を皮切りに、国政選挙に5回（日本共産党の参議院比例代表候補（1998年・2001年）、衆議院比例東京ブロック・東京13区候補（2005年）、参議院・東京選挙区候補（2007年））、地方選挙に1回、計6回立候補するもののいずれも落選。2006年10月、日本共産党東京都委員会の副委員長に就任。2010年1月、日本共産党中央委員会准中央委員に就任。2010年2月、同党の国民運動委員にも就任。

### 参議院議員

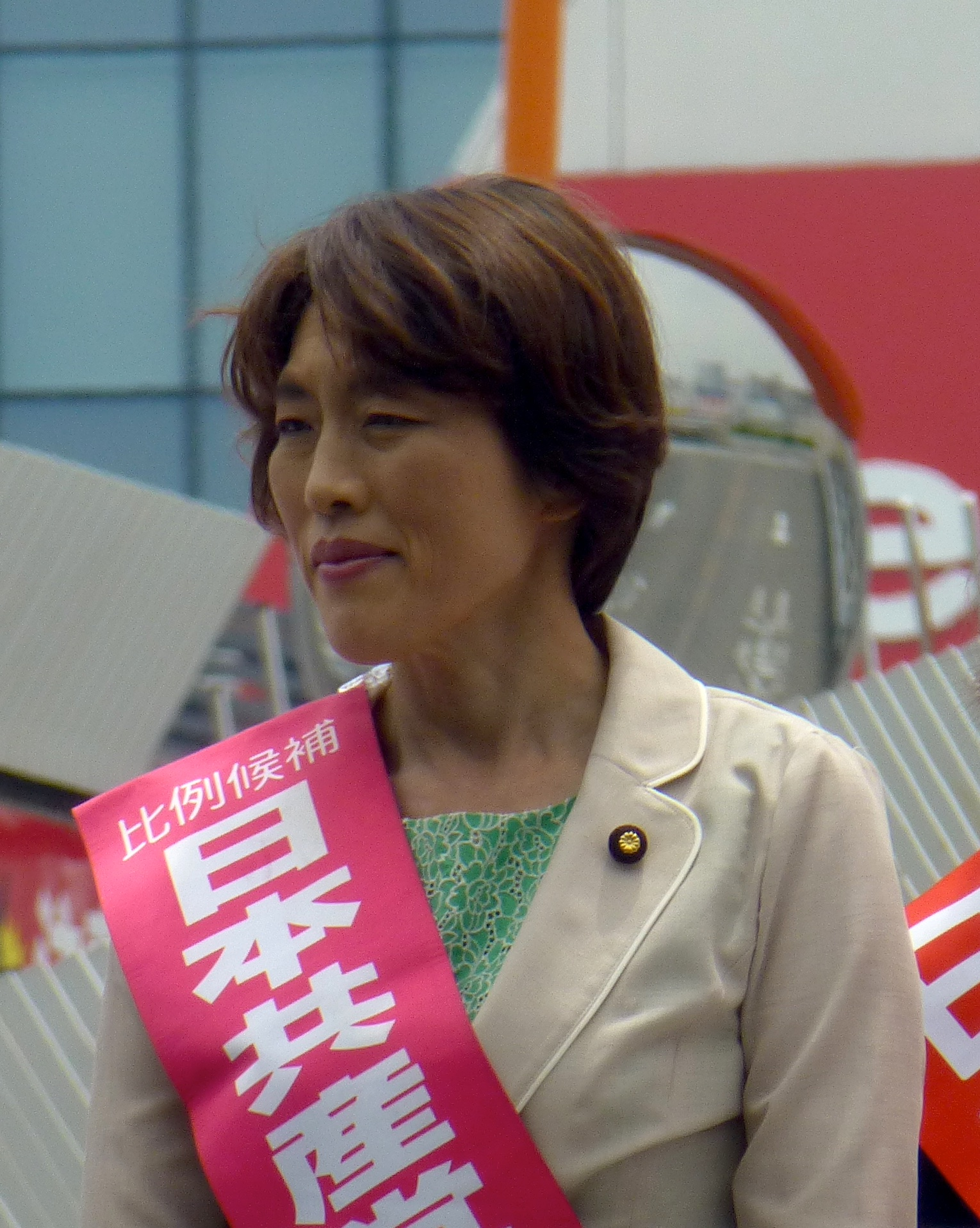
第24回参議院議員通常選挙における選挙活動（2016年7月）

国政6回目の出馬であった2010年7月の第22回参議院議員通常選挙で比例区候補として立候補した際に、比例名簿内で個人得票第2位となり、初当選した。一方で、新人の自分が当選したものの現職議員が2人落選したため(小池晃と仁比聡平)、素直に喜べなかったとも語っている（日本共産党の比例獲得3議席）。
2015年1月、日本共産党中央委員、同女性委員会副責任者に就任。
2016年4月、日本共産党副委員長、常任幹部会委員に選出される。同年7月、第24回参議院議員通常選挙で再選。
2020年1月、日本共産党政策委員会責任者に選出される。
2022年7月、第26回参議院議員通常選挙で3選。
2023年6月23日、日本共産党は2025年までに行われる予定の第50回衆議院議員総選挙にて、田村が比例東京ブロックの候補として参議院から鞍替えする形で立候補予定だと発表した。同年10月27日に第50回衆議院議員総選挙が執行され、投開票の結果、日本共産党は比例東京ブロックで1議席を獲得したため、田村が当選した。

### 日本共産党委員長、衆議院議員

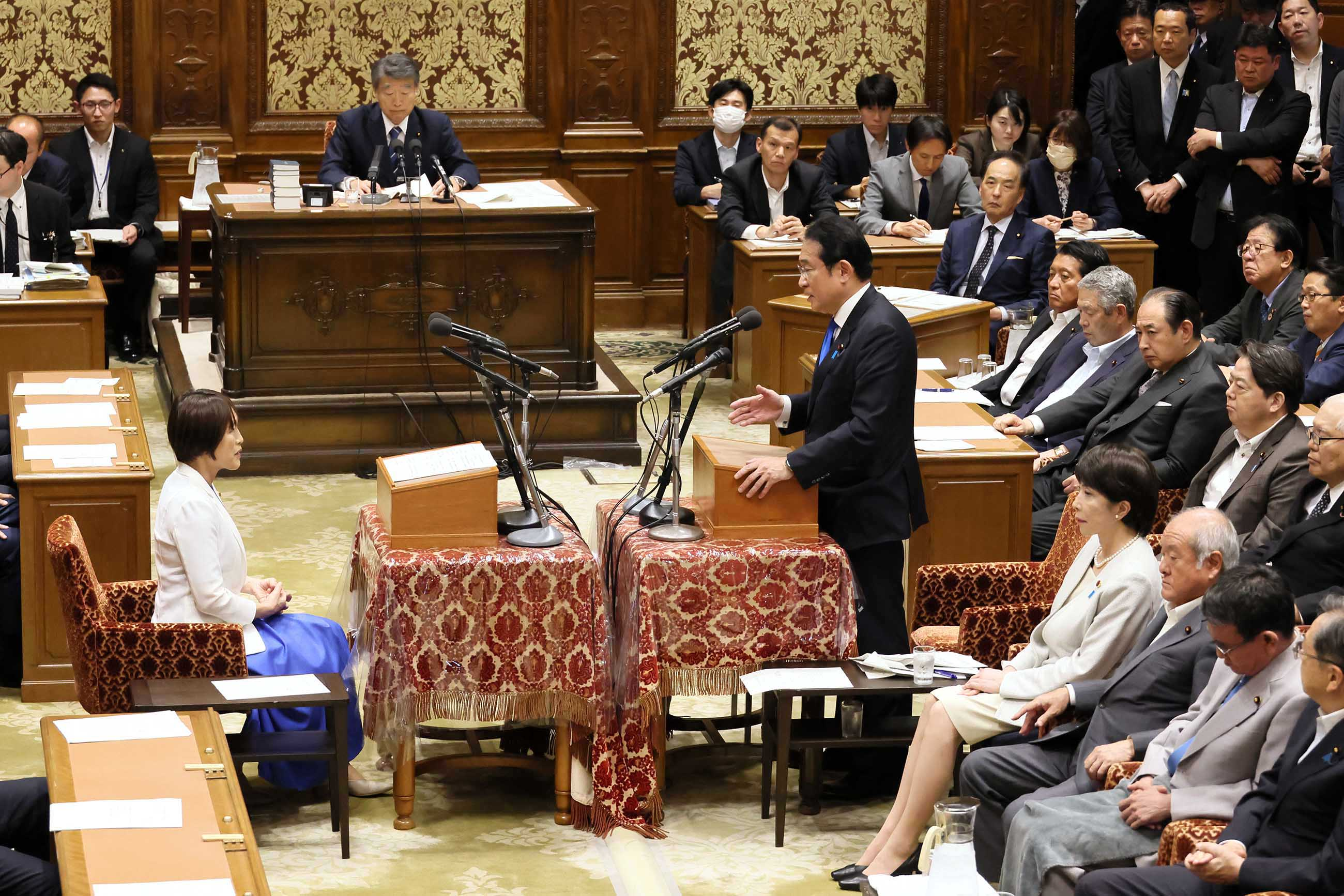
岸田文雄と党首討論をする田村（2024年6月）

2024年1月18日、日本共産党中央委員会幹部会委員長に就任した 。日本共産党の歴史上、女性としては初の委員長であり主要政党での女性党首就任は2016年9月に、旧民進党で2代目代表となった蓮舫以来である。
同年10月15日、第50回衆議院議員総選挙に比例東京ブロックから単独1位で立候補。立候補に伴い参議院議員を自動失職した。10月27日の投開票の結果、日本共産党は同ブロックで1議席を獲得し、田村は衆議院議員に初当選した。

## 政策・主張

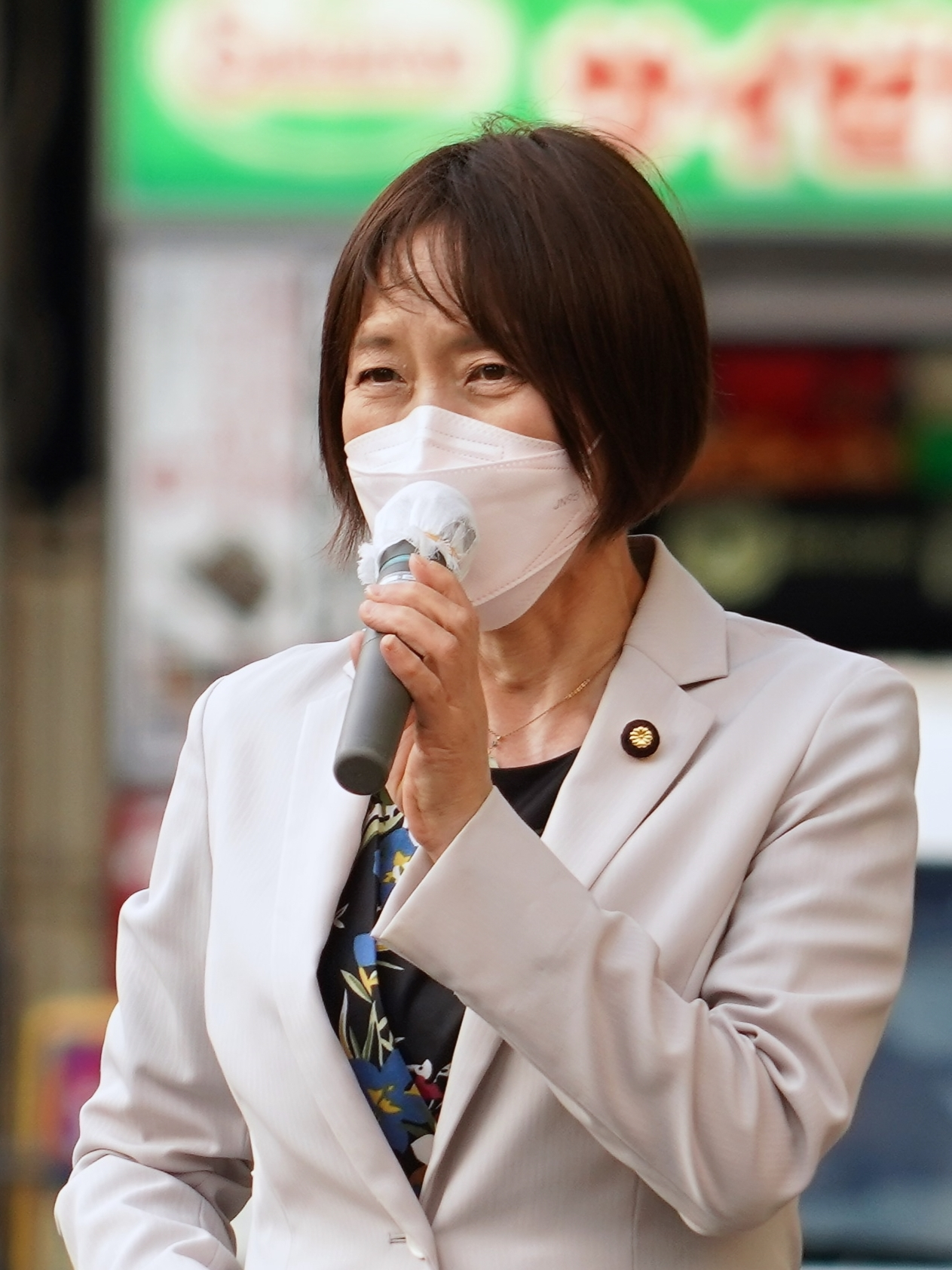
蒲田駅前にて（2022年5月7日）

### 憲法
- 憲法改正について、2016年の朝日新聞社のアンケート、2022年のNHKのアンケートで「反対」と回答[23][24]。

- 9条改憲について、2016年の毎日新聞社のアンケートで「反対」と回答[25]。9条への自衛隊の明記について、2022年のNHKのアンケートで「反対」と回答[24]。
- 憲法を改正し緊急事態条項を設けることについて、2022年のNHKのアンケートで「反対」と回答[24]。

### 外交・安全保障
- 「他国からの攻撃が予想される場合には先制攻撃もためらうべきではない」との問題提起に対し、2016年のアンケートで「反対」と回答[23]。
- 敵基地攻撃能力を持つことについて、2022年のNHKのアンケートで「反対」と回答[24]。
- 「北朝鮮に対しては対話よりも圧力を優先すべきだ」との問題提起に対し、2016年のアンケートで「どちらかと言えば反対」と回答[23]。
- 安全保障関連法の成立について、2016年の毎日新聞社のアンケートで「廃止すべき」と回答[25]。
- 普天間基地の移設問題について、2016年の毎日新聞社のアンケートで、選択肢以外の回答をした[25]。
- ロシアは2022年2月24日、ウクライナへの全面的な軍事侵攻を開始した[26]。日本政府が行ったロシアに対する制裁措置についてどう考えるかとの問いに対し、2022年のNHKのアンケートで「さらに強めるべきだ」と回答[24]。
- 2022年3月に日本政府は、ロシアのウクライナ侵攻を受けて、自衛隊が保有する医薬品や防弾チョッキなどの物資をウクライナへ提供する方向で調整に入った。田村は同年3月4日の会見で政府の方針に触れ、「人道支援としてできることは全てやるべきだ。そのことについて今、私がこの場で反対と表明するようなことは考えていない」と述べた[27]。しかし、翌5日の会見では「防弾チョッキであっても、防衛装備品の供与は我が党が反対してきた武器輸出にあたる。我が党として賛成できない」と述べ反対の立場を表明。「昨日の私の発言については、党内で必要な相談をしないで行ったものであったということも述べておきたい」「色々な意見をいただき、やはり集団で検討をして、改めて会見を行うという判断をした」とも述べ前日の発言を事実上撤回した[28][29]。
- 2022年6月7日、政府は経済財政運営の指針「骨太方針」を閣議決定した。NATO加盟国が国防費の目標としている「GDP比2％以上」が例示され、防衛力を5年以内に抜本的に強化する方針が明記された[30]。「防衛費を今後どうしていくべきだと考えるか」との問いに対し、2022年のNHKのアンケートで「大幅に減らすべき」と回答[24]。

### ジェンダー
- 選択的夫婦別姓制度の導入について、2016年、2022年のアンケートで「賛成」と回答[23][24]。
- 同性婚を可能とする法改正について、2016年の朝日新聞社のアンケートで「どちらかと言えば賛成」と回答[23]。2022年のNHKのアンケートで「賛成」と回答[24]。
- クオータ制の導入について、2016年、2022年のアンケートで「どちらかと言えば賛成」と回答[23][24]。

### その他
- 永住外国人への地方参政権付与について、2010年の毎日新聞社のアンケートで「賛成」と回答[31]。2016年のアンケートで「賛成」と回答[23]。
- 首相の靖国神社参拝について、2016年のアンケートで「反対」と回答[23]。
- 「治安を守るためにプライバシーや個人の権利が制約されるのは当然だ」との問題提起に対し、2016年のアンケートで「反対」と回答[23]。
- 「原子力発電所は日本に必要だと思うか」との問いに対し、2016年の毎日新聞社のアンケートで「必要ない」と回答[25]。
- 2016年の米国大統領選挙について「ドナルド・トランプとヒラリー・クリントンのどちらを支持するか」との問いに対し、2016年の毎日新聞社のアンケートで「どちらとも言えない」と回答[25]。
- 2016年2月8日、高市早苗法務大臣は、放送局が政治的公平性を欠く放送を繰り返した場合、電波法に基づき電波停止を命じる可能性に言及した[32]。安倍晋三首相は2月15日の衆議院予算委員会で野党の批判に反論し、高市の発言を擁護した[33]。政府の姿勢をどう思うかとの問いに対し、2016年の毎日新聞社のアンケートで「問題だ」と回答[25]。
- 公務員と予算の削減方針に反対する。学術研究予算の「選択と集中」が大学など研究機関を疲弊させ、研究力を低下させていることを示し、「政策の方向性が間違っている」と批判している[34]。2020年の新型コロナウイルス感染症の流行における専門家として大きな役割を果たした国立感染症研究所について、前年4月の参議院内閣委員会でその重要性と予算・人員削減の危険性を指摘したとして注目された[35][36]。
- 2012年6月12日に行われた陸上自衛隊によるレンジャー訓練（迷彩服で、顔には塗装を施し、小銃、銃剣を携行し、２列の隊列を編成、市街地を徒歩行進訓練する[37]）への抗議団体21人のリレートークの中で、「十分な食事も睡眠も与えられずに人殺しの訓練をしてきた隊員が、街に入っていくのは断固として許さない」と発言した[37]。
- 2016年1月21日の参議院決算委員会において、日本の大学の学費が他の先進国と比べて極めて高い実態を取り上げ、給付型奨学金の早期導入を政府に求めた[38][39]。
- 受動喫煙防止を目的に飲食店などの建物内を原則禁煙とする健康増進法改正に賛成。2016年の参院選に先駆けて行われた受動喫煙防止についての公開アンケートにおいて、レストランやバーを含む一般市民が出入りする場所は、2020年までに「罰則付きの禁煙とするべきである」と回答している[40]。
- 2019年5月16日、ドローン規制法について「報道・監視の問題だけでなく国民の楽しみという観点からも、どうドローンの安全ルールをつくるかが先決のはずだ。それが今回の法律では、禁止と取り締まりを先行してしまった。「中略」規制対象は米軍基地上空だけでなく、その訓練空域まで含めて広大の空間が規制されることになる。米軍の許可がなければ日本の空もドローンを飛ばせない。これはとてもおかしい」と発言した[41]。
- 日本共産党が掲げるのは資本主義を発展させた先にある社会主義・共産主義であり、中国や旧ソ連の全体主義・専制主義とはまったくの別物であることを強調している[42]。
- 維新の政策は自民党の新自由主義を強く推し進める「偽りの改革」という主張を行っている[42]。

## 人物
- 大学進学のために上京したものの、大学卒業直後から日本民主青年同盟（15歳から25歳まで日本共産党員が加盟する日本共産党の下部団体[6]）の専従職員となった際に、故郷の両親から泣いて反対されている[11]。
- 2014年以降招待数や支出金額が増加の一途をたどる「桜を見る会」について、2019年11月8日の参議院予算委員会で安倍晋三首相をただした[43]。田村の追及以後、「桜を見る会」は瞬く間に社会問題化した[44][45][46][42]。「桜の人」と呼ばれることもあったという[42]。

- 東京都在住。家族は夫と一男一女[12]。
- 気持ちの立て直し方について「負けず嫌いなので、動き続けている方がメンタルはやられない」と述べており、2007年の参院選では落選が決まると同時に次の選挙への出馬を決意したという[42]。
- 2022年11月5日、「日本共産党地方議員・候補者会議」において、小池晃書記局長が読み上げた議員名に誤りがあったため、田村が司会として訂正したところ、小池は議事進行最中にもかかわらず田村のところに歩み寄り、「間違えていない。訂正する必要はない」などと不当かつ厳しく叱責した。小池の田村に対する行為に批判が殺到した[47][48]。事件から9日後、日本共産党も小池の田村に対する行為はパワーハラスメントであると認定し、党規約に基づき小池を口頭による警告処分としたと発表した[49]。田村は18日の記者会見で、「叱責されたとか、パワーハラスメントを受けたという認識を全く持っていなかった」と振り返った。「客観的に見ればパワハラだった」とは認め、小池が批判殺到後に謝罪してきた際には「お互いに気を付けましょう」と応じたことを明らかにした[48]。田村は他党議員や日本政府省庁幹部によるセクハラ・職場のパワハラには厳しい姿勢の一方、共産党内など身近なハラスメントなど問題には「鈍感力」を発揮してきたと批判されている[50]。
- 2024年1月に日本共産党の党首となったが、背景には党勢低迷や党内の閉鎖性といった負のイメージ刷新という狙いがあると見られている。朝日新聞は、前委員長である志位和夫が日本共産党中央委員会議長へ横滑りする形で党執行部に残るため、当面は現行の体制が存続すると指摘している[51]。
- 2024年1月18日の日本共産党大会で、神奈川県の日本共産党県議団長の大山奈々子が、かねてよりの党運営の在り方に苦言を呈したところ、田村は反論の場もない大山に対して、日本共産党に提言する内容の本を出版した松竹伸幸の「「除名処分を行ったことが問題」という（中略）発言者の姿勢に根本的な問題があることを厳しく指摘いたします。」「あまりにも党員としての主体性を欠き、誠実さを欠く発言だといわなければなりません。」「まったく節度を欠いた乱暴な発言というほかありません。」「問題のこの政治的本質をまったく理解していないことに、発言者の大きな問題があるといわなければなりません。」[52]など延々と批判した。党大会の一部始終はインターネット放送されていたため、非日本共産党員の一般市民の理解を得られない、大山に対するパワハラであると同党地方議員らからも指摘された[50]。週刊文春は、在任23年の志位和夫[51]の党首退任後も「異論」を「党への攻撃」とみなす異論排除・閉鎖的体質は変わらない様子を、大山を党大会で糾弾する形で見せた田村について、「田村よ、お前もか」と報じた[53]。

## 選挙の記録
| 当落 | 選挙                     | 執行日         | 年齢 | 選挙区           | 政党       | 得票数     | 得票率 | 定数 | 得票順位 /候補者数 | 政党内比例順位 /政党当選者数 |
| ---- | ------------------------ | -------------- | ---- | ---------------- | ---------- | ---------- | ------ | ---- | ------------------ | ---------------------------- |
| 落   | 第18回参議院議員通常選挙 | 1998年07月12日 | 33   | 参議院比例区     | 日本共産党 | ーー票     | ーー   | 50   | 25/25              | 25/8                         |
| 落   | 第19回参議院議員通常選挙 | 2001年07月29日 | 36   | 参議院比例区     | 日本共産党 | 4093票     | ーー   | 48   | 12/25              | 12/4                         |
| 落   | 第44回衆議院議員総選挙   | 2005年09月11日 | 40   | 東京都第13区     | 日本共産党 | 2万8605票  | 13.8%  | 1    | 3/3                | 4/1                          |
| 落   | 第45回衆議院議員総選挙   | 2009年08月30日 | 44   | 東京都第13区     | 日本共産党 | 3万806票   | 12.8%  | 1    | 3/3                | /                            |
| 落   | 第21回参議院議員通常選挙 | 2007年07月29日 | 42   | 東京都選挙区     | 日本共産党 | 55万4104票 | 9.38%  | 5    | 7/21               | /                            |
| 落   | 2009年東京都議会議員選挙 | 2009年7月12日  | 44   | 葛飾区選挙区     | 日本共産党 | 2万3574票  | ーー   | 4    | 6/7                | /                            |
| 当   | 第22回参議院議員通常選挙 | 2010年07月11日 | 45   | 参議院比例区     | 日本共産党 | 4万5668票  | ーー   | 48   | 2/18               | 2/3                          |
| 当   | 第24回参議院議員通常選挙 | 2016年07月10日 | 51   | 参議院比例区     | 日本共産党 | 4万9113票  | ーー   | 48   | 2/42               | 2/5                          |
| 当   | 第26回参議院議員通常選挙 | 2022年07月10日 | 57   | 参議院比例区     | 日本共産党 | 11万2132票 | ーー   | 50   | 1/25               | 1/3                          |
| 当   | 第50回衆議院議員総選挙   | 2024年10月27日 | 59   | 比例東京ブロック | 日本共産党 | ーー票     | ーー   | 19   | /                  | 1/1                          |

## 議員連盟
- 日中友好議員連盟[54]
- LGBTに関する課題を考える議員連盟(幹事)[55][56]
- 国際基準のタバコ対策を推進する議員連盟[57]
- 子どもの貧困対策推進議員連盟[58]